# Преображение Урала
Преображе́ние Ура́ла — общественное непартийное политическое региональное автономистское объединение в Свердловской области, созданное 22 ноября 1993 года Эдуардом Росселем после ликвидации Уральской республики Указом Президента Российской Федерации о роспуске Свердловского Облсовета и об отстранении от должности главы администрации области Эдуарда Росселя.
Бессменным организационным руководителем объединения был Алексей Воробьёв. Экономическим координатором был Сергей Лазарев. Политическим координатором и руководителем Екатеринбургского отделения до 1998 года был Антон Баков.

## История

### Предтечи и предпосылки основания
Объединение Преображение Урала по своей сущности является продолжателем дела уральских областников в начале XX века. Уже тогда на Урале начались процессы регионализации, чему способствовала начавшая гражданская война. Целью созданного движения являлось равноправие субъектов, но главное это создание единого политического пространства и политической материи, что и было успешно выполнено.
Кстати, именно так и интерпретируется это наименование Преображение. Создание регионального парламента и создание единого пространства. Естественно, были и другие задачи, но эта была главной. Также Россель был сторонником политики собирания земель, и если учитывать, что основной электорат был настроен центрически это было абсолютно выполнимо, ведь целостность была нарушена в советское время.
Советское правительство боялось создания крупного самобытного экономически развитого, да к тому же ещё и многонационального района, поэтому последовало разукрупнение Уральской области. Но несмотря на это пойти на передачу полномочий в регионы всё же пришлось. Впоследствии в 1991 году даже работала комиссия по вопросу изменения границ Урала.
Завершив историю этого этапа Уральской Республики и сняв Росселя, Ельцин «создал нового Ельцина». Это выражение в то время было очень распространено и поэтому создание подобного движения не было проблемой.
Естественно, что в первую очередь идеи движения реализовывались в Свердловской области. Особенностью было создание двухпалатного парламента и самое главное устава. В 1994 году П. Сумин и В. Соловьев начали апробацию в Челябинской области. Впоследствии этот процесс распространился на все регионы Урала.
У движения было несколько положительных сторон, самой главной из которых была очень разветвлённая сеть отделений. Но в этом был и минус. Некоторые из отделений были слабы, более того, у населения наступил синдром постэлекторального разочарования. Это было некоторой проблемой, которую надо было решить.
В 1998 году мэры Каменск-Уральского и Краснотурьинска создав свои движения, но плотно аффилированные с Преображением, поддержали Росселя и проблема была решена. Более того, на губернатора работала вся машина СМИ, а именно телевизионное агентство Урала, 4 канал и, естественно, свердловское гостелерадио (сгтрк).
Венцом деятельности движения стало создание УрФО и Уральского экономического района. Впоследствии продолжателем этого процесса стало Бажовское движение.

## Символика

### Бело-зелено-черный флаг
Бело-зелено-чёрный флаг с изображенным по центру флага золотым турулом был знаменем политического общественного объединения «Преображение Урала». Придуманный Антоном Баковым флаг — наиболее вероятный претендент на принятие в качестве официального символа Уральской республики. Флаг представляет собой прямоугольное полотнище с соотношением высоты к длине 2:3 или 1:2, созданное по образу флага Российской Федерации, состоящее из трех равновеликих горизонтальных полос: верхней — белого, средней — зелёного (малахитового) и нижней чёрного цвета. По аналогии с бело-зелёным флагом Сибирского правительства белый цвет символизировал снега, а зелёный — леса, чёрный цвет — Уральские горы. Кроме того, цвета флага обыгрывают цвета родового герба Демидовых. Флаг впервые был поднят в 1992 году на Конгрессе народа манси в Урае. Использовался автономистским движением уральских областников с 1991 года, в том числе, для оформления обложки издаваемого Баковым в 1991—1992 гг. журнала «Уральский областник». Баковым было отчеканено 5000 значков-флагов без сокола для членов «Преображения Урала».

## Участие в выборах и представительство в органах власти

### Представительство в органах власти

#### Исполнительная ветвь власти
- Эдуард Россель — Губернатор Свердловской области (1995 — 2007, с 2004 — член Единой России);

#### Законодательная ветвь власти
- Свердловская областная дума (1994 — 1998) — Сергей Дубинкин, Игорь Мишин, Эдуард Россель;

### Результаты выборов

#### Свердловское законодательное собрание
| Выборы | Голосов | %     | Мест     | +/- | Место | Отношение к власти        |
| ------ | ------- | ----- | -------- | --- | ----- | ------------------------- |
| 1994   | ???     | ???   | 3 из 28  |     | 2-e   | Регионалистиская коалиция |
| 1996   | ???     | ???   | 7 из 28  | ▲+4 | 1-e   | Регионалистиская коалиция |
| 1998   | 114 786 | 9,26  | 8 из 28  | ▲+1 | 3-e   | Регионалистиская коалиция |
| 2000   | 478 312 | 22,21 | 7 из 28  | ▼-1 | 1-e   | Регионалистиская коалиция |
| 2002   | 335 302 | 29,23 | 12 из 28 | ▲+5 | 1-e   | Регионалистиская коалиция |

#### Екатеринбургская городская дума
| Выборы | Голосов | %   | Мест    | +/- | Место | Отношение к власти        |
| ------ | ------- | --- | ------- | --- | ----- | ------------------------- |
| 1996   | ???     | ??? | 2 из 27 |     | 2-e   | Регионалистиская коалиция |

После выборов 2002 года, Преображение Урала в выборах не участвовало, а оставшиеся активисты перетекли за Росселем в «Единую Россию».